# Luis Roberto Magalhães
Luis Roberto Magalhães conocido como Pingo (Joinville, 14 de febrero de 1968) es un exfutbolista brasileño que jugaba como mediocampista de contención.

## Trayectoria
Pingo se inició en las canteras del club de su ciudad, Joinville. Después pasó al São José, club del Campeonato Brasileño de Serie B. Luego llegaría a diversos clubes grandes de Brasil como el Botafogo, Grêmio, Cruzeiro, Flamengo, Corinthians y Clube Atlético Paranaense. También actuó en el Sporting Cristal de Perú donde obtuvo el título 2002.
Actualmente, es gerente de fútbol del club de su ciudad, Joinville.

## Clubes

### Como futbolista
| País              | Club                 | Año       |
| ----------------- | -------------------- | --------- |
| Bandera de Brasil | Joinville            | 1986-1989 |
| Bandera de Brasil | São José-SP          | 1989-1990 |
| Bandera de Brasil | Botafogo             | 1990-1992 |
| Bandera de Brasil | Grêmio               | 1993-1994 |
| Bandera de Brasil | Cruzeiro             | 1995      |
| Bandera de Brasil | Flamengo             | 1995-1996 |
| Bandera de Brasil | Botafogo             | 1997-1998 |
| Bandera de Brasil | Corinthians          | 1998      |
| Bandera de Brasil | Paraná               | 1999      |
| Bandera de Brasil | Athletico Paranaense | 2000      |
| Bandera de Brasil | Joinville            | 2000-2002 |
| Bandera de Perú   | Sporting Cristal     | 2002-2003 |
| Bandera de Brasil | Londrina             | 2004      |
| Bandera de Brasil | Marcílio Dias        | 2005      |
| Bandera de Brasil | Atlético de Ibirama  | 2005-2006 |

### Como entrenador
| País              | Club                | Año       |
| ----------------- | ------------------- | --------- |
| Bandera de Brasil | Juventus de Jaraguá | 2012-2013 |
| Bandera de Brasil | Brusque             | 2013      |
| Bandera de Brasil | Avaí                | 2014      |
| Bandera de Brasil | Metropolitano       | 2014-2015 |
| Bandera de Brasil | Tombense            | 2016      |
| Bandera de Brasil | Brusque             | 2017      |
| Bandera de Brasil | Joinville           | 2017      |
| Bandera de Brasil | Brusque             | 2018      |
| Bandera de Brasil | Caxias              | 2018-2019 |
| Bandera de Brasil | Tubarão             | 2019–     |

## Palmarés como futbolista

### Campeonatos nacionales
| Título                    | Club             | País   | Año  |
| ------------------------- | ---------------- | ------ | ---- |
| Campeonato Catarinense    | Joinville        | Brasil | 1987 |
| Campeonato Carioca        | Botafogo         | Brasil | 1990 |
| Campeonato Gaúcho         | Grêmio           | Brasil | 1993 |
| Copa de Brasil            | Grêmio           | Brasil | 1994 |
| Campeonato Carioca        | Flamengo         | Brasil | 1996 |
| Campeonato Carioca        | Botafogo         | Brasil | 1997 |
| Torneo Río-São Paulo      | Botafogo         | Brasil | 1998 |
| Campeonato Paulista       | Corinthians      | Brasil | 1999 |
| Primera División del Perú | Sporting Cristal | Perú   | 2002 |

### Campeonatos internacionales
| Título                   | Club     | País   | Año  |
| ------------------------ | -------- | ------ | ---- |
| Copa Master de Supercopa | Cruzeiro | Brasil | 1994 |
| Copa de Oro Nicolás Leoz | Flamengo | Brasil | 1996 |

## Palmarés como entrenador

### Campeonatos nacionales
| Título              | Club    | País   | Año  |
| ------------------- | ------- | ------ | ---- |
| Copa Santa Catarina | Brusque | Brasil | 2018 |